# Забзун
Забзун (на албански: Zabzun) е село в Република Албания, община Либражд, област Елбасан.

## География
Селото се намира в областта Голо бърдо.

## История

### В Османската империя
В „Етнография на вилаетите Адрианопол, Монастир и Салоника“, издадена в Константинопол в 1878 година и отразяваща статистиката на населението от 1873 година, Забзун (Zabzoun) е посочено като село с 60 домакинства, като жителите му са 114 албанци мюсюлмани.
Според статистиката на Васил Кънчов („Македония. Етнография и статистика“) („Македония. Етнография и статистика“) в Забзун живеят 400 души албанци мохамедани.
На Етнографската карта на Битолския вилает на Картографския институт в София от 1901 година Забзун е чисто албанско село в Дебърската каза на Дебърския санджак със 150 къщи.

### В Албания
През 1913 година в резултата на Балканската война Забзун влиза в границите на новосъздадената Албания.
В 1915 година, по време на Първата световна война, селото е анексирано от Царство България. Към 1 март 1916 година Забзунъ е част от Кленската община на българската Дебърска околия.
В рапорт на Сребрен Поппетров, главен инспектор-организатор на църковно-училищното дело на българите в Албания, от август 1930 година Забзун е отбелязано като село с 15 къщи албанци.
В 1940 година Миленко Филипович пише, че Забзун е албанско село с около 180-200 къщи.
До 2015 година селото е част от община Стеблево.